# Dwars door België 1956
De twaalfde editie van Dwars door België werd verreden op zaterdag 13 en zondag 14 april 1956. Deze editie ging over drie etappes net zoals in 1953, 1954 en 1955.

## 1e etappe

### Wedstrijdverloop
De start van de 1e etappe lag in Waregem en de finish in Eisden. De afstand bedroeg 237 km. Er gingen 136 renners van start in Waregem. Met forse regenval en koude wind werd het een helse etappe. Op de Kwaremont en de Edelareberg vonden lichte schermutselingen plaats, en na 90 km was er een kopgroep van 7 renners. Deze hadden in Temploux na 120 km al 3 minuten. Toen de regen stopte vond al snel een hergroepering plaats waardoor er 100 renners vooraan reden. Planckaert viel aan op de Côte d'Amay, maar werd teruggehaald. Ook Schotte probeerde het. Uiteindelijk was het Zagers die definitief wist te ontsnappen en hij won deze etappe. 

### Hellingen
Voor zover bekend moesten de volgende hellingen in de 1e etappe beklommen worden:

### Uitslag
| Plaats  | Naam           | Ploeg | Tijd     |
| ------- | -------------- | ----- | -------- |
| Winnaar | Jan Zagers     |       | 5u27'00" |
| 2       | Victor Wartel  |       | op 2"    |
| 3       | Ernest Sterckx |       | op 3"    |

## 2e etappe

### Wedstrijdverloop
De 2e etappe ging een dag later van Eisden terug naar Waregem, de afstand bedroeg 204 km. Er gingen 77 renners van start in Eisden. Regen, wind, kou zorgden ervoor dat er lange tijd niets gebeurde. Een demarrage van Hendrickx zorgde voor een kopgroep van 7 renners die te Hasselt al een minuut voorsprong hadden. Planckaert die ook in de 1e etappe actief was gooide het tempo in Mechelen de hoogte in waardoor er een groep van 13 renners ontstond die in de achtervolging gingen op de koplopers. Het tempo lag hoog en bij Gijzegem kwamen de 2 groepjes samen. Schotte ging ook in de achtervolging en onder zijn impulsen kwamen er in Aalst 41 renners voorop te zitten. Er gingen 2 renners vandoor die Waregem met lichte voorsprong wisten te bereiken, maar in de lokale ronde werden ze gepakt en Stercjkx sprintte het snelst en won deze etappe. 

### Uitslag
| Plaats  | Naam              | Ploeg | Tijd     |
| ------- | ----------------- | ----- | -------- |
| Winnaar | Ernest Sterckx    |       | 5u07'00" |
| 2       | Roger Rosselle    |       | z.t.     |
| 3       | Norbert Kerckhove |       | z.t.     |

## 3e etappe

### Wedstrijdverloop
In tegenstelling tot 1953, 1954 en 1955 was de 3e etappe nu geen tijdrit maar een criterium rond Waregem, de afstand bedroeg 30 km. Het criterium werd op dezelfde dag verreden als de 2e etappe. Demunster won deze etappe en daardoor het eindklassement.

### Hellingen
Voor zover bekend moesten de volgende hellingen in de 3e etappe beklommen worden:

### Uitslag
| Plaats  | Naam             | Ploeg | Tijd   |
| ------- | ---------------- | ----- | ------ |
| Winnaar | Lucien Demunster |       | 48'12" |
| 2       | Frans Schoubben  |       | op 6"  |
| 3       | André Rosseel    |       | op 17" |

## Eindklassement
| Plaats  | Naam                  | Ploeg | Tijd      |
| ------- | --------------------- | ----- | --------- |
| Winnaar | Lucien Demunster      |       | 11u22'45" |
| 2       | Frans Schoubben       |       | op 6"     |
| 3       | André Rosseel         |       | op 17"    |
| 4       | Gilbert Desmet        |       | op 23"    |
| 5       | Jozef Planckaert      |       | op 27"    |
| 6       | André Blomme          |       | op 29"    |
| 7       | Roger Rosselle        |       | z.t.      |
| 8       | Lucien Matthijs       |       | z.t.      |
| 9       | Ernest Sterckx        |       | op 34"    |
| 10      | Alfons Van Den Brande |       | z.t.      |

1945 · 1946 · 1947 · 1948 · 1949 · 1950 · 1951 · 1952 · 1953 · 1954 · 1955 · 1956 · 1957 · 1958 · 1959 · 1960 · 1961 · 1962 · 1963 · 1964 · 1965 · 1966 · 1967 · 1968 · 1969 · 1970 · 1971 · 1972 · 1973 · 1974 · 1975 · 1976 · 1977 · 1978 · 1979 · 1980 · 1981 · 1982 · 1983 · 1984 · 1985 · 1986 · 1987 · 1988 · 1989 · 1990 · 1991 · 1992 · 1993 · 1994 · 1995 · 1996 · 1997 · 1998 · 1999 · 2000 · 2001 · 2002 · 2003 · 2004 · 2005 · 2006 · 2007 · 2008 · 2009 · 2010 · 2011 · 2012 · 2013 · 2014 · 2015 · 2016 · 2017 · 2018 · 2019 · 2020 · 2021 · 2022 · 2023 · 2024

Lijst van beklimmingen